# Nyctemera angulata
Nyctemera angulata är en fjärilsart som beskrevs av Adalbert Seitz 1915. Nyctemera angulata ingår i släktet Nyctemera och familjen björnspinnare. Inga underarter finns listade i Catalogue of Life.